# Sh2-214
Sh2-214 est une petite nébuleuse en émission visible dans la constellation de Persée.
Elle est située dans la partie orientale de la constellation, à environ 4° au nord-est de l'étoile ε Persei. La période la plus appropriée pour son observation dans le ciel du soir tombe entre les mois de septembre et février et elle est considérablement facilitée pour les observateurs situés dans les régions de l'hémisphère boréal, où elle se produit circumpolaire jusqu'aux régions tempérées chaudes.
C'est une petite région HII située sur le bras d'Orion. Étant à seulement 200 parsecs (environ 650 années-lumière). C'est l'une des nébuleuses à gaz ionisé les plus proches du système solaire. Cependant, peu d'études l'ont analysée et elle est souvent invisible dans les images : physiquement, elle est située à quelques parsecs de Sh2-215 et tous deux sont situés à environ 30 parsecs de la brillante ε Persei, qui fait partie de la grande association Perseus OB3. Le faible filament sombre TGU H1061 se trouve également dans la même zone du ciel.